# Anthelupt
Anthelupt település Franciaországban, Meurthe-et-Moselle megyében. Lakosainak száma 442 fő (2022. január 1.). Anthelupt Crévic, Damelevières, Deuxville, Flainval, Hudiviller, Maixe, Rosières-aux-Salines és Vitrimont községekkel határos.

## Népesség
A település népességének változása:
| Lakosok száma | 295  | 392  | 406  | 444  | 446  | 455  | 461  | 452  | 447  | 442  |
|               | 1968 | 1982 | 1990 | 2006 | 2013 | 2015 | 2017 | 2019 | 2020 | 2022 |